# Welterbe in Belgien

Zum Welterbe in Belgien gehören (Stand 2023) 16 UNESCO-Welterbestätten, darunter 15 Stätten des Weltkulturerbes und eine Stätte des Weltnaturerbes. Belgien hat die Welterbekonvention 1996 ratifiziert, die ersten drei Welterbestätten wurden 1998 in die Welterbeliste aufgenommen. Die bislang letzte Welterbestätte wurde 2023 eingetragen.

## Welterbestätten
Die folgende Tabelle listet die UNESCO-Welterbestätten in Belgien in chronologischer Reihenfolge nach dem Jahr ihrer Aufnahme in die Welterbeliste (K – Kulturerbe, N – Naturerbe, K/N – gemischt, (G) – auf der Liste des gefährdeten Welterbes).
| Bild                                                       | Bezeichnung                                                                                              | Jahr       | Typ | Ref. | Beschreibung |
| ---------------------------------------------------------- | --- | ---------- | --- | ---- | --- |
| (weitere Bilder)                                           | Flämische Beginenhöfe                                                                                    | 1998       | K   | 855  | Beginen und Begarden waren Angehörige einer christlichen Gemeinschaft, welche in einer klosterähnlichen Gemeinschaft zusammenlebten. Die 26 noch erhaltenen Höfe in Flandern sind Beispiele für die typischen Gebäudeensembles. Erfüllte Kriterien für Weltkulturerbe: ii., iii., iv. |
| (weitere Bilder)                                           | Die vier Schiffshebewerke des Canal du Centre und ihre Umgebung Louvière und Le Roeulx (Hennegau) (Lage) | 1998       | K   | 856  | Der Canal du Centre verbindet den Canal Nimy-Blaton-Péronnes mit dem Canal Charleroi-Brüssel. Der im Streckenverlauf zu überwindende Höhenunterschied stellte zum Zeitpunkt der Erbauung ein besonderes Hindernis dar. Die dazu errichteten und noch weitgehend im Originalzustand erhaltenen Schiffshebewerke wurden zwischen 1882 und 1917 erbaut. Erfüllte Kriterien für Weltkulturerbe: iii., iv.                                                                                      |
| (weitere Bilder)                                           | La Grand-Place, Brüssel (Lage)                                                                           | 1998       | K   | 857  | Der Große Platz (Grote Markt/Grand' Place) in Brüssel wurde im 11. Jahrhundert erbaut und ist heute das historische Zentrum Brüssels. Ursprünglich war der Platz eine bunte Mischung der Stile des 15. bis 17. Jahrhunderts. Nach seiner Zerstörung 1695 gab ihm der Stadtrat bei der anschließenden Neubebauung seine heutige, geschlossene barocke Fassadenfront. Erfüllte Kriterien für Weltkulturerbe: ii., iv.                                                                        |
| (weitere Bilder)                                           | Belfriede in Belgien und Frankreich                                                                      | 1999, 2005 | K   | 943  | Belfriede wurden hauptsächlich zur Zeit der Gotik erstellt und sind hohe, schlanke Glockentürme, welche typisch für flämische (und nord-französische) Städte sind. 1999 wurden 32 Belfriede in Flandern und Wallonien zum Welterbe erklärt. 2015 wurde die Stätte um 23 Beffrois in Frankreich und den Belfried von Gembloux erweitert. Erfüllte Kriterien für Weltkulturerbe: ii., iv. |
| (weitere Bilder)                                           | Altstadt von Brügge (Lage)                                                                               | 2000       | K   | 996  | Die mittelalterliche Altstadt ist fast komplett erhalten. Erfüllte Kriterien für Weltkulturerbe: ii., iv., vi. |
| (weitere Bilder)                                           | Bedeutende Stadthäuser des Architekten Victor Horta (Brüssel) (Lage)                                     | 2000       | K   | 1005 | Victor Horta war ein belgischer Jugendstil-Architekt, der zum Ende des 19. Jahrhunderts durch die Neuartigkeit seiner Wohnhäuser internationales Aufsehen erregte. Erfüllte Kriterien für Weltkulturerbe: i., ii., iv. |
| (weitere Bilder)                                           | Jungsteinzeitliche Feuersteinminen bei Spiennes (Mons) (Lage)                                            | 2000       | K   | 1006 | Die Feuersteinbergwerke bei Spiennes entstanden in der Jungsteinzeit und sind die größten Europas. Ihre Schächte sind etwa 15 Meter tief. Erfüllte Kriterien für Weltkulturerbe: i., iii., iv. |
| (weitere Bilder)                                           | Kathedrale Notre-Dame in Tournai (Lage)                                                                  | 2000       | K   | 1009 | Mit dem Bau der Kathedrale wurde im Jahre 1110 im romanischen Stil begonnen. Durch spätere Umbauten ist die Kirche nicht durchgängig im romanischen Stil, sondern teilweise im frühgotischen Baustil gehalten. Auf Grund des sich ergebenden Gesamteindrucks zählt sie zu den schönsten kulturhistorischen Monumenten Westeuropas und wurde daher in die Welterbeliste aufgenommen. Erfüllte Kriterien für Weltkulturerbe: ii., iv.                                                        |
| (weitere Bilder)                                           | Plantin-Moretus Museum (Lage)                                                                            | 2005       | K   | 1185 | Das Museum geht auf eine 1555 gegründete Druckerei zurück und ist die einzige erhaltene Buchdruckerei aus der Zeit der Renaissance und des Barock. Erfüllte Kriterien für Weltkulturerbe: ii., iii., iv., vi. |
| (weitere Bilder)                                           | Palais Stoclet (Lage)                                                                                    | 2009       | K   | 1298 | Das Palais Stoclet ist eine private Villa des Architekten Josef Hoffmann, welche zwischen 1905 und 1911 in Brüssel für den Bankier und Kunstliebhaber Adolphe Stoclet erbaut wurde. Als Hoffmans Meisterwerk ist das Palais Stoclet eines der raffiniertesten und luxuriösesten Privathäuser des 20. Jahrhunderts. Erfüllte Kriterien für Weltkulturerbe: i., ii. |
| (weitere Bilder)                                           | Bedeutende Bergbauanlagen Walloniens                                                                     | 2012       | K   | 1344 | Das Welterbe umfasst die Steinkohlenbergwerke Grand Hornu (Lage), Bois-du-Luc (Lage), Bois du Cazier (Lage) sowie Blegny (Lage) im wallonischen Kohlerevier aus der Zeit der industriellen Revolution. Die vier Gruben ziehen sich auf einem Streifen von Ost nach West quer durch Belgien und sind die am besten erhaltenen Bergwerke aus dem 19. und 20. Jahrhundert in Belgien. Erfüllte Kriterien für Weltkulturerbe: ii., iv.                                                         |
| Maison Guiette in Antwerpen                                | Das architektonische Werk von Le Corbusier - ein herausragender Beitrag zur Moderne (Lage)               | 2016       | K   | 1321 | 17 Bauten des Architekten Le Corbusier wurden in die Liste aufgenommen. Mit dem Maison Guiette liegt eines der Bauwerke in Belgien, die übrigen in der Schweiz, Frankreich, Deutschland, Indien, Japan, Argentinien. Die Gebäude zeigen die Lösungen, welche die Moderne im 20. Jahrhundert für die Herausforderungen des Erfindens neuer architektonischer Techniken bereithielt, um auf die Bedürfnisse der Gesellschaft einzugehen. Erfüllte Kriterien für Weltkulturerbe: i., ii., vi. |
| (weitere Bilder)                                           | Alte Buchenwälder und Buchenurwälder der Karpaten und anderer Regionen Europas (Lage)                    | 2017       | N   | 1133 | Transnationales Welterbe mit 17 weiteren Ländern in Europa. In Belgien gehört seit 2017 der Zonienwald dazu. Erfülltes Kriterium für Weltnaturerbe: ix. |
| Kolonie Wortel (weitere Bilder)                            | Kolonien der Barmherzigkeit (Lage)                                                                       | 2021       | K   | 1555 | Dazu gehören die Siedlung Wortel in Belgien sowie die Siedlungen Frederiksoord, Wilhelminaoord und Veenhuizen in den Niederlanden. Erfüllte Kriterien für Weltkulturerbe: ii., iv. |
| Spa (weitere Bilder)                                       | Bedeutende Kurstädte Europas (Lage)                                                                      | 2021       | K   | 1613 | Das transnationale Welterbe gemeinsam mit Deutschland, Frankreich, Italien, Österreich, Tschechien und dem Vereinigten Königreich umfasst in Belgien die Kurstadt Spa. Erfüllte Kriterien für Weltkulturerbe: ii., iii. |
| Grab- und Gedenkstätten des Ersten Weltkrieges (Westfront) | Grab- und Gedenkstätten des Ersten Weltkrieges (Westfront)                                               | 2023       | K   | 1567 | In Belgien sind 25 verschiedene Cluster in Nieuwpoort, Diksmuide, Alveringem, Houthulst, Langemark-Poelkapelle, Zonnebeke, Ypern, Heuvelland, Mesen, Poperinge, Fort Loncin, Lüttich, Tintigny, Sambreville, Fosses-la-Ville, Mons und Comines-Warneton Teil des Welterbes. Weitere Stätten befinden sich in Frankreich. Erfüllte Kriterien für Weltkulturerbe: iii., iv., vi. |

## Tentativliste
In der Tentativliste sind die Stätten eingetragen, die für eine Nominierung zur Aufnahme in die Welterbeliste vorgesehen sind.

### Aktuelle Welterbekandidaten
Mit Stand 2025 sind 16 Stätten in der Tentativliste von Belgien eingetragen, die letzte Eintragung erfolgte im Januar 2025. Die folgende Tabelle listet die Stätten in chronologischer Reihenfolge nach dem Jahr ihrer Aufnahme in die Tentativliste.
| Bild | Bezeichnung                                                                                               | Jahr | Typ | Ref. | Beschreibung |
| --- | --- | ---- | --- | ---- | --- |
| Historischer mittelalterlicher Stadtkern von Gent („la Cuve“) und die beiden Abteien seines Ursprunges    | Historischer mittelalterlicher Stadtkern von Gent („la Cuve“) und die beiden Abteien seines Ursprunges    | 2002 | K   | 856  | |
| Historischer Stadtkern von Antwerpen – von der Schelde bis zur alten Stadtmauer aus dem 13. Jahrhundert   | Historischer Stadtkern von Antwerpen – von der Schelde bis zur alten Stadtmauer aus dem 13. Jahrhundert   | 2002 | K   | 857  | |
| Universitätsgebäude von Löwen/Leuven, das Erbe von sechs Jahrhunderten im historischen Zentrum            | Universitätsgebäude von Löwen/Leuven, das Erbe von sechs Jahrhunderten im historischen Zentrum            | 2002 | K   | 1712 | Gebäude der Alten Universität, der Reichsuniversität, der Katholieke Universiteit Leuven und der Université catholique de Louvain. |
| Die Ladenpassagen von Brüssel / Galeries Royales Saint-Hubert                                             | Die Ladenpassagen von Brüssel / Galeries Royales Saint-Hubert                                             | 2008 | K   | 5355 | |
| Villa Bloemenwerf                                                                                         | Das architektonische Werk von Henry van de Velde                                                          | 2008 | K   | 5356 | Umfasst zunächst nur die 1895 erbaute Villa Bloemenwerf, soll als serielle Welterbestätte ausgebaut werden, weitere Gebäude von Henry van de Velde befinden sich in Deutschland und den Niederlanden.                                             |
| Justizpalast in Brüssel                                                                                   | Justizpalast in Brüssel                                                                                   | 2008 | K   | 5357 | |
| Plateau des Hohen Venn                                                                                    | Plateau des Hohen Venn                                                                                    | 2008 | N   | 5358 | |
| Der Abschnitt von Bavay bis Tongeren der Römerstraße Boulogne–Köln im Gebiet der Region Wallonien         | Der Abschnitt von Bavay bis Tongeren der Römerstraße Boulogne–Köln im Gebiet der Region Wallonien         | 2008 | K   | 5359 | |
| Prinzbischöflicher Palast in Lüttich                                                                      | Prinzbischöflicher Palast in Lüttich                                                                      | 2008 | K   | 5361 | |
| Schlachtfeld von Waterloo, das Ende vom Napoleon-Epos                                                     | Schlachtfeld von Waterloo, das Ende vom Napoleon-Epos                                                     | 2008 | K   | 5362 | |
| Panoramagemälde der Schlacht von Waterloo, ein besonders bedeutsames Beispiel des „Panorama-Phänomenens“. | Panoramagemälde der Schlacht von Waterloo, ein besonders bedeutsames Beispiel des „Panorama-Phänomenens“. | 2008 | K   | 5364 | |
| Zitadelle von Namur                                                                                       | Zitadellen an der Maas                                                                                    | 2008 | K   | 5365 | Nominiert sind die drei Zitadellen von Dinant, Namur und Huy |
| Die ländlich-industrielle Übergangslandschaft Hoge Kempen                                                 | Die ländlich-industrielle Übergangslandschaft Hoge Kempen                                                 | 2011 | K   | 5623 | Kulturlandschaft rund um den Nationalpark Hoge Kempen |
| Stätten fossiler Funde von Neandertalern                                                                  | Stätten fossiler Funde von Neandertalern                                                                  | 2019 | K   | 6398 | Der Vorschlag umfasst 4 fossile Fundstätten: Grotte Schmerling, Grotte Scladina, Höhlen von Goyet und Grotte de Spy, alle in der Wallonie. |
| Hôpital Notre-Dame à la Rose - Lessines                                                                   | Hôpital Notre-Dame à la Rose - Lessines                                                                   | 2019 | K   | 6399 | Es handelt sich um ein Krankenhaus aus dem Mittelalter |
| Arbeiter-Versammlungssäle (Belgien)                                                                       | Arbeiter-Versammlungssäle (Belgien) (Lage)                                                                | 2025 | K   | 6807 | Es handelt sich um einen transnationalen Vorschlag zusammen mit Australien und Argentinien und Dänemark. In Belgien ist das ehem. Volksheim von der Konsumgenossenschaft Vooruit in Gent Teil der Nominierung. Die Stätte ist für 2027 nominiert. |

### Ehemalige Welterbekandidaten
Diese Stätten standen früher auf der Tentativliste, wurden jedoch wieder zurückgezogen oder von der UNESCO abgelehnt. Stätten, die in anderen Einträgen auf der Tentativliste enthalten oder Bestandteile von Welterbestätten sind, werden hier nicht berücksichtigt.
| Bild                                 | Bezeichnung                          | Jahr      | Typ | Ref. | Beschreibung |
| ------------------------------------ | ------------------------------------ | --------- | --- | ---- | --- |
| Schloss, Gärten und Felsen von Freÿr | Schloss, Gärten und Felsen von Freÿr | 1997–2008 | K/N | 862  | |
| Koloniën van Weldadigheid            | Koloniën van Weldadigheid            | 2013–2021 | K   | 5841 | Merksplas-Kolonie, landwirtschaftliche Pauper-Kolonien der Maatschappij van Weldadigheid (Gesellschaft der Wohltätigkeit), wurde für die erneute Nominierung 2021 rausgenommen und ist somit nicht Teil der Kolonien der Barmherzigkeit. |